# Währing
Währing ([ˈvɛːʀɪŋ]ⓘ) – osiemnasta dzielnica Wiednia, znajdująca się w jego północno-zachodniej części.